# Gonolobus undulatus
Gonolobus undulatus là một loài thực vật có hoa trong họ La bố ma. Loài này được (Jacq.) Schult. mô tả khoa học đầu tiên năm 1820.